# Julian Garner
Julian Garner (ur. 1 października 1970 w Penang, Malezja) – australijski aktor telewizyjny, filmowy i teatralny.

## Życiorys
W 1993 roku ukończył prestiżową australijską szkołę aktorską NIDA (National Institute of Dramatic Art).
Przez 5 lat Julian był członkiem Bell Shakespeare Company, zagrał wiele ról na scenach teatrów Australii – m.in. Romea w Romeo i Julii czy Orsino w Wieczorze Trzech Króli.

## Kariera
Zadebiutował na dużym ekranie małą rolą w komedii romantycznej Wesele Muriel – grając u boku Toni Collette. Rok później wystąpił w popularnym dramacie wojennym Sahara – opowiadającym o losie grupy alianckich żołnierzy walczących w piaskach pustyni w czasie II wojny światowej, w jednej z głównych ról wystąpił James Belushi.
W 1998 zagrał główną rolę dramacie Head On – filmie opowiadającym o losie młodego Greka mieszkającego w Australii, który nie potrafi odnaleźć właściwej drogi życiowej. Film zdobył główną nagrodę oraz uzyskał osiem nominacji do nagrody przyznawanej przez Australijską Akademię Filmową.
Zagrał w kilku – popularnych w Australii i na całym świecie serialach m.in. Zatoka serc, Szczury wodne czy Córki McLeoda.

## Filmografia

### Filmy
- 1994: Wesele Muriel, (Muriel's Wedding) jako dziennikarz
- 1995: Sahara jako Von Schletow
- 1998: Head On jako Sean
- 1999: Zbuntowany klon 2, (Chameleon II: Death Match) jako Dekker
- 1999: Znalezisko, (Alien Cargo) jako górnik na Yvonne
- 2003: BlackJack jako Bueneroti
- 2005: Za kulisami „Dynastii”, (Dynasty: The Making of a Guilty Pleasure) jako Peter Holm

### Seriale
- 1996: G.P. – 1 odcinek, jako Edward Dunstan
- 1996: Zatoka serc – 22 odcinki, jako Simon
- 1996: Herkules – 1 odcinek, jako Hephaestus
- 2000: Xena: wojownicza księżniczka – 1 odcinek, jako Hephaestus
- 1998–2001: Szczury wodne – 1 odcinek, jako Ivan Ivanow
- 1999–2002: Zaginiony świat – 2 odcinki, jako sierżant Drumond
- 2007: Córki McLeoda – 2 odcinki, jako Lyle Dolman